# شام (مجموعه تلویزیونی)
شام (به زبان انگلیسی: Dinner) نام سریالی است که در سال ۲۰۱۳ میلادی از شبکه فوجی تلویژن کشور ژاپن پخش شد. این سریال از اول فروردین سال ۱۳۹۳ خورشیدی از شبکه تماشا سیمای جمهوری اسلامی ایران به روی آنتن رفت.

## بازیگران
- یوسوکه اگوچی در نقش سرآشپز موتومو ازاکی
- کانا کوراشینا در نقش سائوری تاتسومی
- یوسوکه سانتاماریا در نقش سویچی سگاوا
- موریو کازاما در نقش هیدئو تاتسومی
- کوتارو شیگا در نقش کوتارو
- نوریتو یاشیما در نقش کیمورا
- مگومی سکی در نقش هازوکی
- یوکی شیباموتو در نقش موتومیا

## خلاصه داستان
داستان این مینی سریال در مورد رستورانی ایتالیایی به نام "ستاره دریایی" است که توسط هیدئو تاتسومی به عنوان سرآشپز و دخترش سائوری تاتسومی به عنوان مدیر رستوران اداره می‌شود. تاتسومی آشپزی را در یکی از مدارس مشهور آشپزی در ایتالیا به نام "ترزا" آموخته که افراد معدودی قادر به تحصیل در آنجا بوده‌اند و رستوران او هم‌اکنون از بهترین و محبوب‌ترین رستوران‌های توکیو به شمار میرود. اما ناگهان تاتسومی دچار ضایعه مغزی شده و به کما میرود و دخترش به ناچار برای ادامه کار رستوران اقدام به استخدام یک سرآشپز ماهر دیگر به نام موتومو ازاکی می‌کند.